# Cynorkis tenerrima
Cynorkis tenerrima là một loài thực vật có hoa trong họ Lan. Loài này được (Ridl.) Kraenzl. mô tả khoa học đầu tiên năm 1898.